# كنيسة سكيكدة

كنيسة القديسة تريز، بنيت في عام 1945، في حي الفوبورج في سكيكدة. بعد استقلال الجزائر ومغادرة عدد كبير من المجتمع الأوروبي، كانت الكنائس مهجورة.